# Dolors Aleu i Riera
Dolors Aleu i Riera (Barcelona, 7 d'abril de 1857 - 18 de febrer de 1913) fou una metgessa catalana. Especialitzada en ginecologia i pediatria, fou la primera dona llicenciada en medicina de l'Estat espanyol i la segona que va assolir el títol de doctora.

## Biografia
Va néixer el 7 d'abril de 1857, filla de Joan Aleu i Vendrell, de Cornudella de Montsant, i d'Eulàlia Riera i Planas, de Sant Martí de Provençals, sent inscrita amb els noms de Dolors, Josefa i Rosa. Acabà el batxillerat el mes de juliol del 1874 i el setembre del mateix any ingressà a la Facultat de Medicina. Sempre va tenir el suport del seu pare, que era un polític influent, i li pagava dos escortes perquè l'acompanyessin a classe. Acabà els estudis el 1879, però no tingué permís per fer l'examen de llicenciatura fins al 4 d'abril de 1882, i finalment s'examinà a Madrid el 19 de juny d'aquell any. Aprovà amb excel·lent i fou la primera dona llicenciada de l'Estat espanyol. Es doctorà a Madrid el 8 d'octubre de 1882, quatre dies després que ho fes Martina Castells i Ballespí. Publicà la tesi doctoral titulada De la necesidad de encaminar por una nueva senda la educación higiénico-moral de la mujer (1883). S'especialitzà en ginecologia i medicina infantil.
Entre les tres primeres dones que estudiaren medicina a Espanya també hi figura Maria Elena Maseras, però únicament Dolors Aleu va exercir la professió amb consulta pròpia a Barcelona durant vint-i-cinc anys. Martina Castells morí prematurament abans de poder exercir i Elena Maseras es dedicà a l'ensenyament.
Dolors Aleu es va casar amb Camil Cuyàs i Martí el 19 d'octubre de 1883, a Barcelona. Van tenir dos fills, Joan i Camil.
Aleu portà una vida professional molt activa durant 25 anys a les dues consultes que va obrir a Barcelona, de pediatria i ginecologia. Va ser professora d'higiene domèstica a l'Academia de Ciencias, Artes y Oficios para la Mujer, fundada el 1885 al número 10 de la Rambla de Canaletes. En va ser cofundadora amb la concertista d'ideologia lliberal Clotilde Cerdà i Bosch, coneguda artísticament com a Esmeralda Cervantes.
També va ser autora de textos de caràcter divulgatiu, orientats a millorar la qualitat de vida de les dones, especialment en l'àmbit de la maternitat, com ara Consejos a una madre sobre el régimen, limpieza, vestidos, sueño, ejercicio y entretenimiento de los niños. Advocà perquè s'abandonés la cotilla, que oprimia el tòrax i afinava la cintura de les dones, perquè dificultava la circulació sanguínia i provocava desmais.
El seu fill Camil va estudiar medicina, però va morir de tuberculosi als vint-i-tres anys. Després d'aquest fet, Dolors Aleu no va tornar a passar consulta i es va tancar a la torre del barri de la Salut on residia. Va morir dos anys després, el 18 de febrer de 1913. La família creu que no va superar la pena de la mort del seu fill.

## Llegat

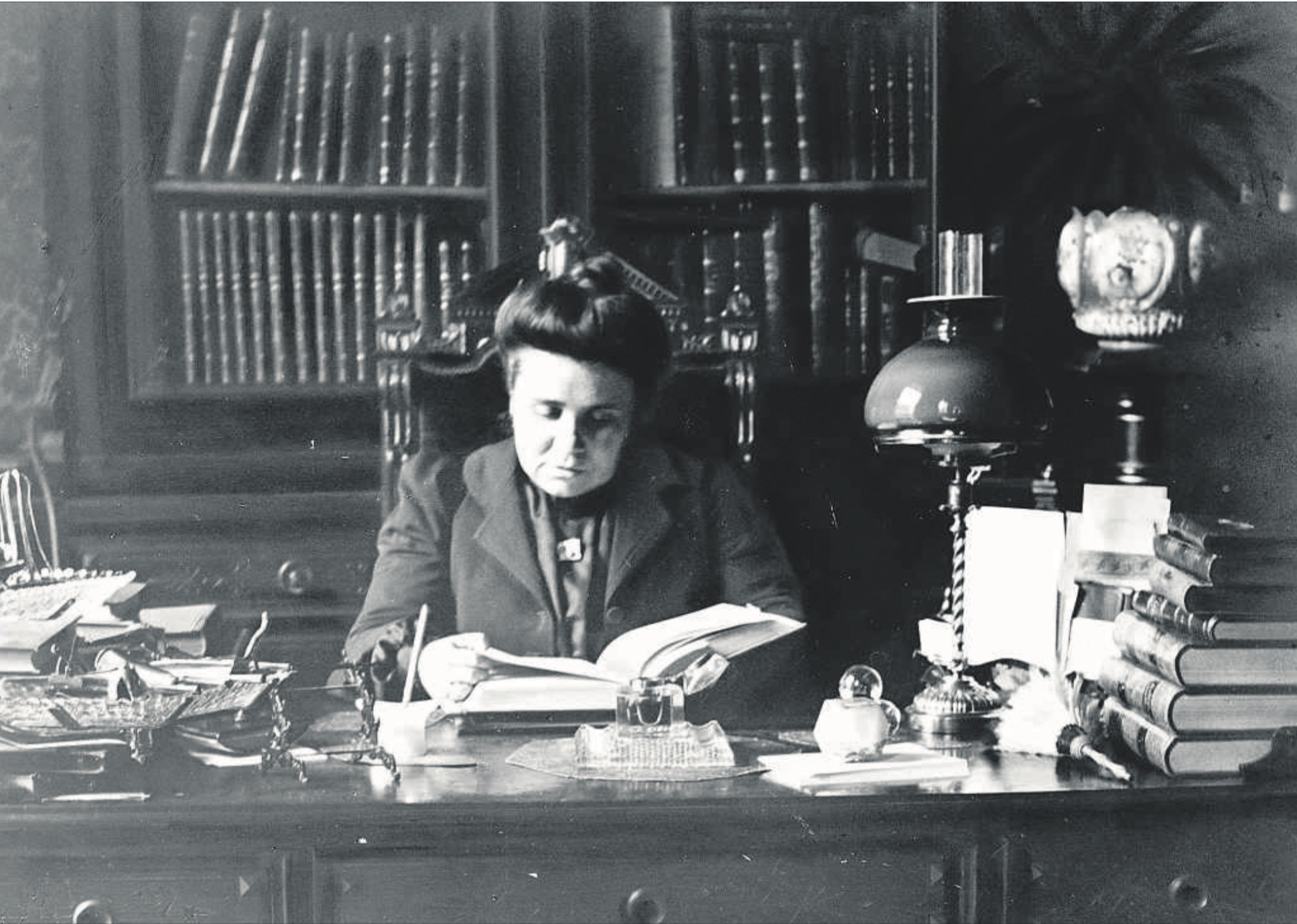

El 8 de març de 2017, Dia Internacional de les Dones, s'estrenà a la Sala Maldà el muntatge Barbes de balena. O de què estan fetes les cotilles, d'Anna Maria Ricart, basada en la biografia de Dolors Aleu. La protagonista era interpretada per Núria Cuyàs, rebesneta real de la metgessa.
Dolors Aleu és recordada en el nom del "Centre Sociosanitari Putget Dolors Aleu", de Barcelona. La Universitat de Barcelona donà el nom de Dolors Aleu a una aula de la Facultat de Medicina i Ciències de la Salut, a una aula d'estudi en grup del CRAI Biblioteca del Campus Clínic i a una residència universitària a la Zona Universitària de Barcelona. Alguns carrers, places i jardins arreu de Catalunya (Barcelona, Lleida, Terrassa, l’Hospitalet de Llobregat, Palafrugell) porten el seu nom, en memòria seva.